# Acacia rehmanniana
Acacia rehmanniana är en ärtväxtart som beskrevs av Schinz. Acacia rehmanniana ingår i släktet akacior, och familjen ärtväxter. Inga underarter finns listade i Catalogue of Life.